# Epirrhoe emina
Epirrhoe emina là một loài bướm đêm trong họ Geometridae.